# Ла-Лякуна
Ла-Ляку́на (кат. La Llacuna) - муніципалітет, розташований в Автономній області Каталонія, в Іспанії. Код муніципалітету за номенклатурою Інституту статистики Каталонії - 81043. Знаходиться у районі (кумарці) Анойя (коди району - 06 та AI) провінції Барселона, згідно з новою адміністративною реформою перебуватиме у складі Центральної баґарії (округи). 

## Населення
Населення міста (у 2007 р.) становить 878 осіб (з них менше 14 років - 11,2%, від 15 до 64 - 66,6%, понад 65 років - 22,2%). У 2006 р. народжуваність склала 6 осіб, смертність - 7 осіб, зареєстровано 4 шлюби. У 2001 р. активне населення становило 402 особи, з них безробітних - 26 осіб.

Серед осіб, які проживали на території міста у 2001 р., 732 народилися в Каталонії (з них 454 особи у тому самому районі, або кумарці), 81 особа приїхала з інших областей Іспанії, а 23 особи приїхали з-за кордону. 

Університетську освіту має 8,9% усього населення. 

У 2001 р. нараховувалося 317 домогосподарств (з них 27,8% складалися з однієї особи, 24% з двох осіб,17,7% з 3 осіб, 21,5% з 4 осіб, 6,9% з 5 осіб, 1,3% з 6 осіб, 0,6% з 7 осіб, 0,3% з 8 осіб і 0% з 9 і більше осіб).

Активне населення міста у 2001 р. працювало у таких сферах діяльності : у сільському господарстві - 12,2%, у промисловості - 32,7%, на будівництві - 9,6% і у сфері обслуговування - 45,5%. 

 У муніципалітеті або у власному районі (кумарці) працює 240 осіб, поза районом - 181 особа.

### Безробіття
У 2007 р. нараховувалося 26 безробітних (у 2006 р. - 23 безробітних), з них чоловіки становили 42,3%, а жінки - 57,7%.

## Економіка

### Підприємства міста

#### Промислові підприємства
| \| Промислові підприємства міста, за сферою діяльності \| Промислові підприємства міста, за сферою діяльності \| Промислові підприємства міста, за сферою діяльності \| \| Рік \| 2002 р. \| 2001 р. \| \| --------------------------------------------------- \| --------------------------------------------------- \| --------------------------------------------------- \| \| Енергетичні та водні ресурси \| 0% \| 0% \| \| Хімія та метали \| 0% \| 0% \| \| Переробка металів \| 0% \| 0% \| \| Продукти харчування \| 35,3% \| 35,3% \| \| Текстиль \| 41,2% \| 41,2% \| \| Виробництво меблів, видання \| 11,8% \| 11,8% \| \| Інше \| 11,8% \| 11,8% \| \| Усього підприємств \| 17 \| 17 \| |         |         |
| Промислові підприємства міста, за сферою діяльності |         |         |
| Рік | 2002 р. | 2001 р. |
| Енергетичні та водні ресурси | 0%      | 0%      |
| Хімія та метали | 0%      | 0%      |
| Переробка металів | 0%      | 0%      |
| Продукти харчування | 35,3%   | 35,3%   |
| Текстиль | 41,2%   | 41,2%   |
| Виробництво меблів, видання | 11,8%   | 11,8%   |
| Інше | 11,8%   | 11,8%   |
| Усього підприємств | 17      | 17      |

#### Роздрібна торгівля
| \| Підприємства роздрібної торгівлі міста, за сферою діяльності \| Підприємства роздрібної торгівлі міста, за сферою діяльності \| Підприємства роздрібної торгівлі міста, за сферою діяльності \| \| Рік \| 2002 р. \| 2001 р. \| \| ------------------------------------------------------------ \| ------------------------------------------------------------ \| ------------------------------------------------------------ \| \| Продукти харчування \| 46,7% \| 50% \| \| Одяг та взуття \| 13,3% \| 14,3% \| \| Товари для дому \| 0% \| 0% \| \| Книги та періодичні видання \| 0% \| 0% \| \| Промислова хімічна продукція \| 6,7% \| 7,1% \| \| Продукція, пов'язана з транспортними засобами \| 0% \| 0% \| \| Інше \| 33,3% \| 28,6% \| \| Усього підприємств \| 15 \| 14 \| |         |         |
| Підприємства роздрібної торгівлі міста, за сферою діяльності |         |         |
| Рік | 2002 р. | 2001 р. |
| Продукти харчування | 46,7%   | 50%     |
| Одяг та взуття | 13,3%   | 14,3%   |
| Товари для дому | 0%      | 0%      |
| Книги та періодичні видання | 0%      | 0%      |
| Промислова хімічна продукція | 6,7%    | 7,1%    |
| Продукція, пов'язана з транспортними засобами | 0%      | 0%      |
| Інше | 33,3%   | 28,6%   |
| Усього підприємств | 15      | 14      |

#### Сфера послуг
| \| Підприємства міста, що працюють у сфері послуг, за діяльністю \| Підприємства міста, що працюють у сфері послуг, за діяльністю \| Підприємства міста, що працюють у сфері послуг, за діяльністю \| \| Рік \| 2002 р. \| 2001 р. \| \| ------------------------------------------------------------- \| ------------------------------------------------------------- \| ------------------------------------------------------------- \| \| Гуртова торгівля \| 7,4% \| 13,3% \| \| Готелі та готельний бізнес \| 33,3% \| 33,3% \| \| Транспорт та зв'язок \| 7,4% \| 6,7% \| \| Посередницькі фінансові послуги \| 3,7% \| 3,3% \| \| Послуги підприємствам \| 3,7% \| 6,7% \| \| Послуги фізичним особам \| 22,2% \| 20% \| \| Нерухомість та ін. \| 22,2% \| 16,7% \| \| Усього підприємств \| 27 \| 30 \| |         |         |
| Підприємства міста, що працюють у сфері послуг, за діяльністю |         |         |
| Рік | 2002 р. | 2001 р. |
| Гуртова торгівля | 7,4%    | 13,3%   |
| Готелі та готельний бізнес | 33,3%   | 33,3%   |
| Транспорт та зв'язок | 7,4%    | 6,7%    |
| Посередницькі фінансові послуги | 3,7%    | 3,3%    |
| Послуги підприємствам | 3,7%    | 6,7%    |
| Послуги фізичним особам | 22,2%   | 20%     |
| Нерухомість та ін. | 22,2%   | 16,7%   |
| Усього підприємств | 27      | 30      |

## Житловий фонд
У 2001 р. 5% усіх родин (домогосподарств) мали житло метражем до 59 м2, 31,5% - від 60 до 89 м2, 33,1% - від 90 до 119 м2 і
30,3% - понад 120 м2.

З усіх будівель у 2001 р. 59,2% було одноповерховими, 28,8% - двоповерховими, 11,3
% - триповерховими, 0,7% - чотириповерховими, 0% - п'ятиповерховими, 0% - шестиповерховими,
0% - семиповерховими, 0% - з вісьмома та більше поверхами.

## Автопарк
| \| Автомобілі, зареєстровані у місті, за призначенням \| Автомобілі, зареєстровані у місті, за призначенням \| Автомобілі, зареєстровані у місті, за призначенням \| \| Рік \| 2006 р. \| 2005 р. \| \| -------------------------------------------------- \| -------------------------------------------------- \| -------------------------------------------------- \| \| Приватні автомобілі \| 58,7% \| 60,6% \| \| Мотоцикли \| 12,8% \| 12% \| \| Вантажівки \| 24,4% \| 23,6% \| \| Трактори \| 0,7% \| 0,7% \| \| Автобуси та ін. \| 3,4% \| 3% \| \| Усього автомобілів \| 829 шт. \| 808 шт. \| |         |         |
| Автомобілі, зареєстровані у місті, за призначенням |         |         |
| Рік | 2006 р. | 2005 р. |
| Приватні автомобілі | 58,7%   | 60,6%   |
| Мотоцикли | 12,8%   | 12%     |
| Вантажівки | 24,4%   | 23,6%   |
| Трактори | 0,7%    | 0,7%    |
| Автобуси та ін. | 3,4%    | 3%      |
| Усього автомобілів | 829 шт. | 808 шт. |

## Вживання каталанської мови
У 2001 р. каталанську мову у місті розуміли 98,9% усього населення (у 1996 р. - 99,4%), вміли говорити нею 91,6% (у 1996 р. - 
96,6%), вміли читати 92,6% (у 1996 р. - 95,7%), вміли писати 71,9
% (у 1996 р. - 54,2%). Не розуміли каталанської мови 1,1%.

## Політичні уподобання
У виборах до Парламенту Каталонії у 2006 р. взяло участь 459 осіб (у 2003 р. - 511 осіб). Голоси за політичні сили розподілилися таким чином:
| \| Вибори до Парламенту Каталонії \| Вибори до Парламенту Каталонії \| Вибори до Парламенту Каталонії \| \| Рік \| 2006 р. \| 2003 р. \| \| -------------------------------------- \| ------------------------------ \| ------------------------------ \| \| Конвергенція та Єднання (CiU) \| 44,9% \| 44,8% \| \| Соціалістична партія Каталонії (PSC) \| 10,2% \| 13,9% \| \| Народна партія (PP) \| 7,4% \| 6,8% \| \| Ініціатива за зелену Каталонію (IC) \| 7% \| 3,7% \| \| Республіканська лівиця Каталонії (ERC) \| 28,8% \| 29,7% \| \| Громадянська партія (C's) \| 0,2% \| 0% \| \| Інші \| 1,5% \| 1% \| |         |         |
| Вибори до Парламенту Каталонії |         |         |
| Рік | 2006 р. | 2003 р. |
| Конвергенція та Єднання (CiU) | 44,9%   | 44,8%   |
| Соціалістична партія Каталонії (PSC) | 10,2%   | 13,9%   |
| Народна партія (PP) | 7,4%    | 6,8%    |
| Ініціатива за зелену Каталонію (IC) | 7%      | 3,7%    |
| Республіканська лівиця Каталонії (ERC) | 28,8%   | 29,7%   |
| Громадянська партія (C's) | 0,2%    | 0%      |
| Інші | 1,5%    | 1%      |

У муніципальних виборах у 2007 р. взяло участь 578 осіб (у 2003 р. - 471 особа). Голоси за політичні сили розподілилися таким чином:
| \| Муніципальні вибори \| Муніципальні вибори \| Муніципальні вибори \| \| Рік \| 2007 р. \| 2003 р. \| \| -------------------------------------- \| ------------------- \| ------------------- \| \| Конвергенція та Єднання (CiU) \| 48,4% \| 67,3% \| \| Соціалістична партія Каталонії (PSC) \| 6,2% \| 25,5% \| \| Народна партія (PP) \| 0,2% \| 7,2% \| \| Ініціатива за зелену Каталонію (IC) \| 0% \| 0% \| \| Республіканська лівиця Каталонії (ERC) \| 45,2% \| 0% \| \| Громадянська партія (C's) \| 0% \| 0% \| \| Інші \| 0% \| 0% \| |         |         |
| Муніципальні вибори |         |         |
| Рік | 2007 р. | 2003 р. |
| Конвергенція та Єднання (CiU) | 48,4%   | 67,3%   |
| Соціалістична партія Каталонії (PSC) | 6,2%    | 25,5%   |
| Народна партія (PP) | 0,2%    | 7,2%    |
| Ініціатива за зелену Каталонію (IC) | 0%      | 0%      |
| Республіканська лівиця Каталонії (ERC) | 45,2%   | 0%      |
| Громадянська партія (C's) | 0%      | 0%      |
| Інші | 0%      | 0%      |